# More of Old Golden Throat
More of Old Golden Throat è un album raccolta dell'artista country statunitense Johnny Cash, pubblicato nel 1969 dalla CBS Records esclusivamente in Gran Bretagna.

## Il disco
Come il suo predecessore, Old Golden Throat, l'album venne pubblicato solo in formato audio mono. La raccolta non è stata mai ristampata in formato CD, sebbene alcune incisioni in esso contenute siano state incluse nel cofanetto Johnny Cash: The Complete Columbia Album Collection del 2012 sul bonus disc intitolato The Singles, Plus.

## Tracce
1. Bottom of the Mountain (Don McKinnon) - 2:29
2. You Beat All I Ever Saw (Johnny Cash) - 2:10
3. Put the Sugar to Bed (Johnny Cash, Maybelle Carter) - 2:24
4. Blues for Two (Luther Perkins) - 2:10
5. Girl in Saskatoon (Johnny Cash, Johnny Horton) - 2:16
6. Time and Time Again (Johnny Cash, June Carter Cash) - 2:12
7. Jeri and Nina's Melody (Marshall Grant, Perkins) - 2:44
8. Honky Tonk Girl (Chuck Harding, Hank Thompson) - 2:00
9. Locomotive Man (Johnny Cash) - 2:50
10. Bandana (Johnny Cash) - 2:15
11. Second Honeymoon (Autry Inman) - 1:56
12. I'll Remember You (Johnny Cash) - 2:07
13. Wabash Blues (Fred Meinken, Dave Ringle) - 2:18
14. Lorena (Charlie Williams) - 1:56
15. Roll Call (B.J. Carnahan) - 2:27

## Formazione
- Johnny Cash - voce, chitarra
- Luther Perkins, Johnny Western - chitarra
- Bob Johnson - chitarra, mandoloncello
- Norman Blake - chitarra, dobro
- Marshall Grant - basso
- Buddy Harman, W.S. Holland, Fury Kazak - batteria
- Floyd Cramer, Harold Bradley, James Wilson - pianoforte
- Boots Randolph - sassofono
- The Anita Kerr Singers, The Carter Family - cori